# Gran Premio d'Australia 1989
Il Gran Premio d'Australia 1989 fu il sedicesimo ed ultimo appuntamento della stagione di Formula 1 1989.
Disputatosi il 5 novembre sul Circuito di Adelaide, ha visto la vittoria di Thierry Boutsen su Williams - Renault, seguito da Alessandro Nannini su Benetton e dal compagno di squadra Riccardo Patrese.

## Prima della gara
- Dopo il controverso Gran Premio del Giappone, che aveva assegnato il titolo a Prost, l'ultima gara del Campionato si disputò in un'atmosfera molto tesa, tanto che Senna giunse ad accusare la FIA di aver manipolato l'esito del Mondiale[4].
- Pierluigi Martini ritornò alla guida della Minardi dopo aver saltato la gara precedente per infortunio.
- In questa gara fanno l'ultima apparizione in F1, René Arnoux che a fine stagione abbandona la F1 e Eddie Cheever che andrà a correre nelle serie automobilistiche americane.

## Pre qualifiche

### Classifica
| Pos                        | No | Pilota             | Costruttore/Motore           | Tempo    |
| -------------------------- | -- | ------------------ | ---------------------------- | -------- |
| 1                          | 17 | Nicola Larini      | Osella - Ford Cosworth       | 1:18.379 |
| 2                          | 30 | Philippe Alliot    | Lola Larrousse - Lamborghini | 1:18.523 |
| 3                          | 18 | Piercarlo Ghinzani | Osella - Ford Cosworth       | 1:19.153 |
| 4                          | 37 | Jyrki Järvilehto   | Onyx - Ford Cosworth         | 1:19.442 |
| Vetture non prequalificate |    |                    |                              |          |
| NPQ                        | 36 | Stefan Johansson   | Onyx - Ford Cosworth         | 1:19.539 |
| NPQ                        | 29 | Michele Alboreto   | Lola Larrousse - Lamborghini | 1:20.129 |
| NPQ                        | 34 | Bernd Schneider    | Zakspeed - Yamaha            | 1:20.179 |
| NPQ                        | 31 | Roberto Moreno     | Coloni - Ford Cosworth       | 1:20.183 |
| NPQ                        | 33 | Oscar Larrauri     | EuroBrun - Judd              | 1:20.750 |
| NPQ                        | 35 | Aguri Suzuki       | Zakspeed - Yamaha            | 1:21.012 |
| NPQ                        | 41 | Yannick Dalmas     | AGS - Ford Cosworth          | 1:21.022 |
| NPQ                        | 40 | Gabriele Tarquini  | AGS - Ford Cosworth          | 1:21.600 |
| NPQ                        | 32 | Enrico Bertaggia   | Coloni - Ford Cosworth       | 1:24.081 |

## Qualifiche
Le qualifiche furono dominate come di consueto dalle due McLaren, con Senna che conquistò la tredicesima pole position stagionale davanti al compagno di squadra Prost. In terza posizione si qualificò il sorprendente Martini, abile nello sfruttare la superiorità delle gomme Pirelli da qualifica per precedere Nannini, Boutsen, Patrese, Mansell e Modena.

### Classifica
| Pos                     | No | Pilota                | Costruttore/Motore                      | Q1       | Q2       | Distacco |
| ----------------------- | -- | --------------------- | --------------------------------------- | -------- | -------- | -------- |
| 1                       | 1  | Ayrton Senna          | McLaren - Honda                         | 1:17.712 | 1:16.665 |          |
| 2                       | 2  | Alain Prost           | McLaren - Honda                         | 1:17.403 | 1:17.624 | +0.738   |
| 3                       | 23 | Pierluigi Martini     | Minardi - Ford Cosworth                 | 1:18.043 | 1:17.623 | +0.958   |
| 4                       | 19 | Alessandro Nannini    | Benetton - Ford Cosworth                | 1:18.271 | 1:17.762 | +1.097   |
| 5                       | 5  | Thierry Boutsen       | Williams - Renault                      | 1:17.791 | 1:18.586 | +1.126   |
| 6                       | 6  | Riccardo Patrese      | Williams - Renault                      | 1:18.636 | 1:17.827 | +1.162   |
| 7                       | 27 | Nigel Mansell         | Ferrari                                 | 1:19.525 | 1:18.313 | +1.648   |
| 8                       | 8  | Stefano Modena        | Brabham - Judd                          | 1:18.750 | 1:20.076 | +2.085   |
| 9                       | 22 | Andrea De Cesaris     | Dallara Scuderia Italia - Ford Cosworth | 1:18.828 | 1:19.487 | +2.163   |
| 10                      | 21 | Alex Caffi            | Dallara Scuderia Italia - Ford Cosworth | 1:18.857 | 1:18.899 | +2.192   |
| 11                      | 17 | Nicola Larini         | Osella - Ford Cosworth                  | 1:19.305 | 1:19.110 | +2.445   |
| 12                      | 7  | Martin Brundle        | Brabham - Judd                          | 1:19.136 | 1:19.428 | +2.471   |
| 13                      | 20 | Emanuele Pirro        | Benetton - Ford Cosworth                | 1:19.710 | 1:19.217 | +2.552   |
| 14                      | 28 | Gerhard Berger        | Ferrari                                 | 1:19.238 | 1:20.615 | +2.573   |
| 15                      | 4  | Jean Alesi            | Tyrrell - Ford Cosworth                 | 1:19.363 | 1:19.259 | +2.594   |
| 16                      | 16 | Ivan Capelli          | March - Judd                            | 1:19.269 | 1:19.294 | +2.604   |
| 17                      | 37 | Jyrki Järvilehto      | Onyx - Ford Cosworth                    | 1:20.767 | 1:19.309 | +2.644   |
| 18                      | 11 | Nelson Piquet         | Lotus - Judd                            | 1:19.392 | 1:20.622 | +2.727   |
| 19                      | 30 | Philippe Alliot       | Lola Larrousse - Lamborghini            | 1:19.568 | 1:19.579 | +2.903   |
| 20                      | 9  | Derek Warwick         | Arrows - Ford Cosworth                  | 1:19.599 | 1:19.622 | +2.934   |
| 21                      | 18 | Piercarlo Ghinzani    | Osella - Ford Cosworth                  | 1:19.691 | 1:20.718 | +3.026   |
| 22                      | 10 | Eddie Cheever         | Arrows - Ford Cosworth                  | 1:19.922 | 1:21.206 | +3.257   |
| 23                      | 12 | Satoru Nakajima       | Lotus - Judd                            | 1:20.066 | 1:20.333 | +3.401   |
| 24                      | 26 | Olivier Grouillard    | Ligier - Ford Cosworth                  | 1:21.882 | 1:20.073 | +3.408   |
| 25                      | 15 | Maurício Gugelmin     | March - Judd                            | 1:20.191 | 1:20.260 | +3.526   |
| 26                      | 25 | René Arnoux           | Ligier - Ford Cosworth                  | 1:20.872 | 1:20.391 | +3.726   |
| Vetture non qualificate |    |                       |                                         |          |          |          |
| NQ                      | 3  | Jonathan Palmer       | Tyrrell - Ford Cosworth                 | 1:20.428 | 1:20.451 | +3.763   |
| NQ                      | 24 | Luis Pérez-Sala       | Minardi - Ford Cosworth                 | 1:20.633 | 1:20.866 | +3.968   |
| NQ                      | 39 | Bertrand Gachot       | Rial - Ford Cosworth                    | 1:22.267 | 1:24.913 | +5.602   |
| NQ                      | 39 | Pierre-Henri Raphanel | Rial - Ford Cosworth                    | 1:22.305 | 1:22.391 | +5.640   |

## Gara
La gara iniziò sotto un diluvio torrenziale; dopo una prima partenza interrotta dopo poche curve a causa di diversi incidenti, Prost si ritirò dalla manifestazione, rifiutandosi di prendere parte alla seconda procedura di partenza. Al via Senna mantenne il comando, continuando a condurre fino a quando, al 13º giro, tamponò violentemente la Brabham di Brundle, che non aveva potuto vedere per via della nube d'acqua sollevata dalla vettura dell'inglese. In prima posizione passò quindi Boutsen, che guidò il gruppo fino al traguardo, conquistando la seconda vittoria stagionale e precedendo Nannini, Patrese, Nakajima (autore del giro più veloce per la prima ed unica volta in carriera), Pirro e Martini.. Questo fu l'ultimo gran premio in carriera per René Arnoux, Piercarlo Ghinzani, Eddie Cheever e tra i team la Rial e la Zakspeed.

### Classifica
| Pos | N  | Pilota                | Costruttore/Motore                      | Giri | Tempo/Ritiro              | Griglia | Punti |
| --- | -- | --------------------- | --------------------------------------- | ---- | ------------------------- | ------- | ----- |
| 1   | 5  | Thierry Boutsen       | Williams - Renault                      | 70   | 2:00:17.421               | 5       | 9     |
| 2   | 19 | Alessandro Nannini    | Benetton - Ford Cosworth                | 70   | + 28.658                  | 4       | 6     |
| 3   | 6  | Riccardo Patrese      | Williams - Renault                      | 70   | + 37.683                  | 6       | 4     |
| 4   | 12 | Satoru Nakajima       | Lotus - Judd                            | 70   | + 42.331                  | 23      | 3     |
| 5   | 20 | Emanuele Pirro        | Benetton - Ford Cosworth                | 68   | + 2 giri                  | 13      | 2     |
| 6   | 23 | Pierluigi Martini     | Minardi - Ford Cosworth                 | 67   | + 3 giri                  | 3       | 1     |
| 7   | 15 | Maurício Gugelmin     | March - Judd                            | 66   | + 4 giri                  | 25      |       |
| 8   | 8  | Stefano Modena        | Brabham - Judd                          | 64   | + 6 giri                  | 8       |       |
| Rit | 10 | Eddie Cheever         | Arrows - Ford Cosworth                  | 42   | Testacoda                 | 22      |       |
| Rit | 37 | Jyrki Järvilehto      | Onyx - Ford Cosworth                    | 27   | Problemi elettrici        | 17      |       |
| Rit | 26 | Olivier Grouillard    | Ligier - Ford Cosworth                  | 22   | Incidente                 | 24      |       |
| Rit | 11 | Nelson Piquet         | Lotus - Judd                            | 19   | Collisione con P.Ghinzani | 18      |       |
| Rit | 18 | Piercarlo Ghinzani    | Osella - Ford Cosworth                  | 18   | Collisione con N.Piquet   | 21      |       |
| Rit | 27 | Nigel Mansell         | Ferrari                                 | 17   | Incidente                 | 7       |       |
| Rit | 1  | Ayrton Senna          | McLaren - Honda                         | 13   | Collisione con M.Brundle  | 1       |       |
| Rit | 21 | Alex Caffi            | Dallara Scuderia Italia - Ford Cosworth | 13   | Incidente                 | 10      |       |
| Rit | 16 | Ivan Capelli          | March - Judd                            | 13   | Radiatore                 | 16      |       |
| Rit | 22 | Andrea De Cesaris     | Dallara Scuderia Italia - Ford Cosworth | 12   | Testacoda                 | 9       |       |
| Rit | 7  | Martin Brundle        | Brabham - Judd                          | 12   | Collisione con A.Senna    | 12      |       |
| Rit | 9  | Derek Warwick         | Arrows - Ford Cosworth                  | 7    | Incidente                 | 20      |       |
| Rit | 30 | Philippe Alliot       | Lola Larrousse - Lamborghini            | 6    | Collisione con G.Berger   | 19      |       |
| Rit | 28 | Gerhard Berger        | Ferrari                                 | 6    | Collisione con P.Alliot   | 14      |       |
| Rit | 4  | Jean Alesi            | Tyrrell - Ford Cosworth                 | 5    | Problemi elettrici        | 15      |       |
| Rit | 25 | René Arnoux           | Ligier - Ford Cosworth                  | 4    | Collisione con E.Cheever  | 26      |       |
| Rit | 2  | Alain Prost           | McLaren - Honda                         | 1    | Ritiro volontario         | 2       |       |
| Rit | 17 | Nicola Larini         | Osella - Ford Cosworth                  | 0    | Problemi elettrici        | 11      |       |
| NQ  | 3  | Jonathan Palmer       | Tyrrell - Ford Cosworth                 |      |                           |         |       |
| NQ  | 24 | Luis Pérez-Sala       | Minardi - Ford Cosworth                 |      |                           |         |       |
| NQ  | 39 | Bertrand Gachot       | Rial                                    |      |                           |         |       |
| NQ  | 38 | Pierre-Henri Raphanel | Rial - Ford Cosworth                    |      |                           |         |       |
| NPQ | 36 | Stefan Johansson      | Onyx - Ford Cosworth                    |      |                           |         |       |
| NPQ | 29 | Michele Alboreto      | Lola Larrousse - Lamborghini            |      |                           |         |       |
| NPQ | 34 | Bernd Schneider       | Zakspeed - Yamaha                       |      |                           |         |       |
| NPQ | 31 | Roberto Moreno        | Coloni - Ford Cosworth                  |      |                           |         |       |
| NPQ | 33 | Oscar Larrauri        | EuroBrun - Judd                         |      |                           |         |       |
| NPQ | 35 | Aguri Suzuki          | Zakspeed - Yamaha                       |      |                           |         |       |
| NPQ | 41 | Yannick Dalmas        | AGS - Ford Cosworth                     |      |                           |         |       |
| NPQ | 40 | Gabriele Tarquini     | AGS - Ford Cosworth                     |      |                           |         |       |
| NPQ | 32 | Enrico Bertaggia      | Coloni - Ford Cosworth                  |      |                           |         |       |

## Classifiche

### Piloti
| Pos. | Pilota             | Punti   |
| ---- | ------------------ | ------- |
| 1    | Alain Prost        | 76 (81) |
| 2    | Ayrton Senna       | 60      |
| 3    | Riccardo Patrese   | 40      |
| 4    | Nigel Mansell      | 38      |
| 5    | Thierry Boutsen    | 37      |
| 6    | Alessandro Nannini | 32      |
| 7    | Gerhard Berger     | 21      |
| 8    | Nelson Piquet      | 12      |
| 9    | Jean Alesi         | 8       |
| 10   | Derek Warwick      | 7       |
| 11   | Michele Alboreto   | 6       |
| 11   | Eddie Cheever      | 6       |
| 11   | Stefan Johansson   | 6       |
| 14   | Johnny Herbert     | 5       |
| 14   | Pierluigi Martini  | 5       |
| 16   | Maurício Gugelmin  | 4       |
| 16   | Stefano Modena     | 4       |
| 16   | Andrea De Cesaris  | 4       |
| 16   | Alex Caffi         | 4       |
| 16   | Martin Brundle     | 4       |
| 21   | Christian Danner   | 3       |
| 21   | Satoru Nakajima    | 3       |
| 23   | René Arnoux        | 2       |
| 23   | Jonathan Palmer    | 2       |
| 23   | Emanuele Pirro     | 2       |
| 26   | Gabriele Tarquini  | 1       |
| 26   | Olivier Grouillard | 1       |
| 26   | Luis Pérez-Sala    | 1       |
| 26   | Philippe Alliot    | 1       |

### Costruttori
| Pos. | Team                                    | Punti |
| ---- | --------------------------------------- | ----- |
| 1    | McLaren - Honda                         | 141   |
| 2    | Williams - Renault                      | 77    |
| 3    | Ferrari                                 | 59    |
| 4    | Benetton - Ford Cosworth                | 39    |
| 5    | Tyrrell - Ford Cosworth                 | 16    |
| 6    | Lotus - Judd                            | 15    |
| 7    | Arrows - Ford Cosworth                  | 13    |
| 8    | Dallara Scuderia Italia - Ford Cosworth | 8     |
| 8    | Brabham - Judd                          | 8     |
| 9    | Onyx - Ford Cosworth                    | 6     |
| 9    | Minardi - Ford Cosworth                 | 6     |
| 12   | March - Judd                            | 4     |
| 13   | Rial - Ford Cosworth                    | 3     |
| 13   | Ligier - Ford Cosworth                  | 3     |
| 15   | AGS - Ford Cosworth                     | 1     |
| 15   | Lola Larrousse - Lamborghini            | 1     |